# Suphalomitus opalinus
Suphalomitus opalinus is een insect uit de familie van de vlinderhaften (Ascalaphidae), die tot de orde netvleugeligen (Neuroptera) behoort. 
Suphalomitus opalinus is voor het eerst wetenschappelijk beschreven door Navás in 1921.